# 手紙無筆
『手紙無筆』（てがみむひつ）は、古典落語の演目。字の読み書きができない（無筆＝非識字者）男が、手紙を読み上げてくれるように頼んだ相手も無筆で、手紙の文面をごまかすという内容。
宝暦12年（1762年）の『軽口東宝朔』第2巻所収の「小僕（でっち）肴籠」に、類似の内容が見える。

## あらすじ
ある日、ご隠居のもとに八五郎が手紙を持ってやってくる。八五郎が言うには、自分は字の読み書きができず、そのため、いつも自分のところへ来る手紙は近所の角にある提灯屋の主人に読んでもらうようにしていたのだが今日は用事があり、不在であるため、ご隠居なら若い頃の自身を学者先生だと自称しており、字が読めるはずと思い、頼みに来たというのである。しかし、実はただ物知りなだけでご隠居自身も本当は読み書きができないため、最初は「鳥目だから読めない」などと言って追い返そうとするが、それらは全て誤魔化しきれない嘘だと見破られ、却下されたため、どうにか手紙っぽく読んで誤魔化そうとする。まず手紙の書き出しの典型的な例を言っていきその中から八五郎に選ばせようとしたり、手紙の内容を全て書き出しの言葉だけで埋め尽くしたりするが当然、そんなでたらめで納得するわけがない。そこで今度は手紙をよこしてきそうな人物に心当たりがないかを聞き、どんな内容を書いてきそうかと言うことも問いただし、それで誤魔化そうとするが、受け取り主の名前は呼び捨てなのに、送り主の名前には敬称がつけられ、また明らかに書き言葉ではなく話し言葉で書かれているかのように読んだため、ついにはばれる。そして窮地に立たされたご隠居はうまいぐあいに、手紙の内容でごまかすのであった。

## 改作
三遊亭圓丈は『手紙無筆USA』と改作して演じている。